# Dunfermline (Illinois)
Dunfermline é uma vila localizada no estado americano de Illinois, no Condado de Fulton.

## Demografia
Segundo o censo americano de 2000, a sua população era de 262 habitantes.
Em 2006, foi estimada uma população de 304, um aumento de 42 (16.0%).

## Geografia
De acordo com o United States Census Bureau tem uma área de
0,3 km², dos quais 0,3 km² cobertos por terra e 0,0 km² cobertos por água.

## Localidades na vizinhança
O diagrama seguinte representa as localidades num raio de 16 km ao redor de Dunfermline.